# Barry Commoner
Barry Commoner   (Brooklyn, 28 de maig de 1917 - Manhattan, 30 de setembre de 2012) va ser un biòleg cel·lular estatunidenc, professor universitari i polític. Va ser un ecologista destacat i un dels fundadors del modern moviment ecologista. Va ser el director del Center for Biology of Natural Systems i del seu Critical Genetics Project. Es va presentar com a candidat del Citizens Party a les eleccions presidencials dels Estats Units de 1980. El seu treball estudiant les conseqüències radioactives de les proves d'armes nuclears va conduir al Tractat de prohibició parcial de proves nuclears de 1963.

## Biografia
Fill d'immigrants jueus de Rússia, es va llicenciar en Zoologia a la Universitat de Colúmbia el 1937 i va cursar el màster i el doctorat a la Universitat Harvard el 1938 i el 1941, respectivament.
Després de servir com a lloctinent a la Marina dels Estats Units durant la Segona Guerra Mundial, Commoner es va traslladar a Saint Louis, i es va convertir en editor associat de Science Illustrated del 1946 al 1947. Va treballar de professor de Fisiologia Vegetal a la Universitat Washington a Saint Louis el 1947 i hi va ensenyar durant 34 anys. Durant aquest període, el 1966 va fundar el Center for Biology of Natural Systems per a estudiar «la ciència del medi ambient total». Commoner va formar part del consell editorial fundador de Journal of Theoretical Biology el 1961.
A finals de la dècada del 1950, Commoner es va fer conegut per la seva oposició a les proves nuclears, passant a formar part de l'equip que va dur a terme l'enquesta Baby Tooth Survey, que demostrava la presència de Strontium 90 a les dents dels infants com a resultat directe de la pluja radioactiva. El 1958, va ajudar a fundar el Comitè d'Informació Nuclear del Gran Saint Louis. Poc després va crear Nuclear Information, un butlletí mimeografiat publicat al seu despatx, que més tard es va convertir en la revista Environment. Commoner va escriure diversos llibres sobre els efectes ecològics negatius de les proves nuclears sobre el terreny.

## Llibres ambientals

### The closing circle
En el seu llibre més venut, The Closing Circle (1971), Commoner va suggerir que l'economia dels Estats Units d'Amèrica (EUA) hauria de ser reestructurada per ajustar-se a les lleis inflexibles de l'ecologia. Per exemple, va argumentar que els productes contaminants, com els detergents o els teixits sintètics, s'haurien de substituir per productes naturals, com el sabó o el cotó i la llana. Aquest llibre va ser un dels primers a fer arribar la idea de sostenibilitat al gran públic. Commoner va suggerir una resposta ecosocialista als límits del creixement, postulant que les tecnologies capitalistes eren les principals responsables de la degradació del medi ambient, en oposició a les pressió demogràfica. Va mantindre un llarg debat amb Paul R. Ehrlich, autor de The population bomb, i els seus seguidors, argumentant que estaven massa centrats en la superpoblació humana com a font dels problemes ambientals, i que les seves solucions proposades eren políticament inacceptables a causa de la coacció que implicaven i perquè el cost recauria desproporcionadament sobre els pobres. Creia que el desenvolupament tecnològic i, sobretot, social, conduiria a una disminució natural tant del creixement de la població com del dany ambiental.
Un dels llegats duradors de Commoner són les seves quatre lleis de l'ecologia, tal com apareixen a The closing circle:
1. Cada cosa està connectada amb la resta. Hi ha una ecosfera per a tots els organismes vius i el que afecta un afecta tots.
2. Tot va a parar a algun lloc. No hi ha «residus» a la natura i no hi ha cap «enllà» cap al qual es puguin llançar les coses.
3. La natura ho sap millor. La humanitat ha dissenyat la tecnologia per a millorar la natura, però aquest canvi en un sistema natural és «probable que sigui perjudicial per a aquest sistema».
4. Res no és gratuït. L'explotació de la natura implicarà inevitablement la conversió de recursos útils en inútils.

### The poverty of power
Commoner va publicar un altre best-seller el 1976, The poverty of power. En aquest llibre, va abordar les «tres es» que patien els EUA als anys 1970, essent les tres es el medi ambient, l'energia i l'economia: «Primer hi havia l'amenaça per a la supervivència ambiental, després hi havia l'aparent escassetat d'energia, i ara hi ha el declivi inesperat de l'economia». Va argumentar que les tres qüestions estaven interconnectades: les indústries que consumien més energia tenien el major impacte negatiu sobre el medi ambient. L'enfocament en els recursos no renovables com a fonts d'energia va fer que aquests recursos fossin escassos, cosa que va fer augmentar el preu de l'energia i va danyar l'economia. Cap al final del llibre, Commoner va suggerir que el problema de les tres es és causat pel sistema capitalista i només es pot resoldre substituint-lo per algun tipus de socialisme.

### Making peace with the planet
El 1990, Commoner va publicar Making peace with the planet, una anàlisi de la crisi ambiental en curs en què sosté que cal reconstruir la manera de produir béns.

## Pobresa i població
Commoner va examinar la relació entre pobresa i creixement de la població, en desacord amb la forma en què es formula sovint aquesta relació. Va argumentar que el ràpid creixement demogràfic dels països en vies de desenvolupament és el resultat de no tenir un nivell de vida adequat, i va observar que és la pobresa la que «dona inici l'augment de la població» abans d'anivellar-se, no al revés. Els països en vies de desenvolupament s'atansaven al nivell de vida de les països desenvolupats, però mai no foren capaços d'adoptar-lo plenament, evitant així el seu avenç i, per tant, que disminuís la taxa de creixement de la població.
Commoner va afirmar que els països en vies de desenvolupament encara són «ignorats» pel colonialisme. Aquests països en vies de desenvolupament eren, i segueixen essent econòmicament, «colònies dels països més desenvolupats». Com que les nacions occidentals van introduir el desenvolupament d'infraestructures com carreteres, comunicacions, enginyeria, maquinària agrícola i atenció mèdica com a part important de l'explotació de la força de treball i els recursos naturals de les nacions en desenvolupament, el primer pas cap a una «transició demogràfica» no es va assolir perquè la riquesa creada als països en vies de desenvolupament va ser «exportada» a les nacions colonitzadores, fet que va permetre a aquestes assolir els «nivells de transició demogràfica» més avançats, mentre les colònies continuaven sense assolir l'equilibri de la població: "Així, el colonialisme implica una mena de parasitisme demogràfic: l'equilibri de població al país avançat s'alimenta de la supressió d'aquesta a la colònia. A mesura que la riquesa de les nacions explotades es desviava cap a les més poderoses, augmentava llur poder i, amb ella, la seva capacitat d'explotació. La bretxa entre la riquesa de les nacions va créixer, car els rics eren alimentats pels pobres».
Aquesta explotació dels recursos extrets de les nacions en vies de desenvolupament, a part de la seva dubtosa legitimitat, va provocar un problema imprevist: el ràpid creixement demogràfic. El demògraf, Nathan Keyfitz, va concloure que «el creixement del capitalisme industrial a les nacions occidentals durant el període 1800-1950 va donar lloc a un excés de mil milions en la població mundial, en gran part als tròpics».
Això és evident en l'estudi de l'Índia i els anticonceptius, en què la planificació familiar no va poder reduir la natalitat perquè la gent considerava que «per a millorar en la seva situació econòmica», els nens eren una necessitat econòmica. Els estudis demostren que «el control de la població en un país com l'Índia depèn del desig motivat econòmicament de limitar la natalitat».
La solució de Commoner és que els estats més rics necessiten ajudar els països explotats o colonitzats a desenvolupar-se i «assolir el nivell de benestar» que tenen les nacions desenvolupades. Aquest és l’únic camí cap a una població equilibrada en aquests països en vies de desenvolupament. Commoner afirma que l'únic remei per a la crisi de la població mundial és «tornar als països pobres la riquesa que se'ls ha pres per a donar als seus pobles les raons i els recursos per a limitar voluntàriament la natalitat».
La conclusió és que la pobresa és la principal causa de la crisi poblacional. Si la raó de la superpoblació a les nacions pobres és l'explotació per part de les nacions riques enriquides per aquesta mateixa explotació, l'única manera de superar-ho és «redistribuir [la riquesa], entre les nacions i dins d'elles».

## Estudi de les dioxines de l'Àrtic
El setembre del 2000, un estudi publicat per la North American Commission on Environmental Cooperation, dirigit per Commoner, va trobar que les dones inuit de l'Àrtida a Nunavut tenien alts nivells de dioxines a la llet materna. L'estudi va fer un seguiment de l'origen de les dioxines mitjançant models informàtics de les fonts que els van produir i va trobar que la contaminació per dioxines a l'Àrtic es va originar als EUA. De les 44.000 fonts de contaminants per dioxines als EUA, van trobar que només 19 contribuïen a més d’un terç de la contaminació per dioxines a Nunavut. D'aquestes 19, es va trobar que la incineradora de Harrisburg era la principal font de contaminació.

## Influència
La revista Time va introduir una secció sobre medi ambient en el seu número de febrer de 1970, amb articles sobre la «crisi ambiental», i una cita del discurs sobre l'estat de la Unió de Richard Nixon: «ens rendirem o farem les paus amb la natura i començarem a reparar el dany que hem fet al nostre aire, a la nostra terra i a la nostra aigua?».
La revista va anomenar Commoner el «Paul Revere de l'ecologia» pel seu treball sobre les amenaces a la vida derivades de les conseqüències mediambientals de les proves nuclears i d'altres contaminants de l'aigua, el sòl i l'aire. La portada pretenia mobilitzar la consciència de l'opinió pública. El mes següent va tenir lloc el primer Dia de la Terra, que va fer que 20 milions d'estatunidencs es manifestessin pacíficament a favor de mesures ambientalistes, acompanyats de diversos esdeveniments celebrats als campus universitaris dels EUA. Les publicacions de Commoner també es consideren influents en la decisió de l'administració Nixon el juny següent d'anunciar la formació de l'Agència de Protecció Ambiental i la Llei d'Aire Net de 1970.

## Activisme polític
El 1980, Commoner va fundar el Citizens Party per a vehicular el seu missatge ecologista i es va presentar a la presidència dels Estats Units a les eleccions del 1980. La seva companya de vicepresidència va ser LaDonna Harris. La candidatura a la presidència va obtenir 233.052 vots (un 0,27% del total).

## Obra publicada
- Science and survival (1966), New York: Viking OCLC 225105[14]
- The closing circle: nature, man and technology (1971), New York: Knopf ISBN 978-0-394-42350-0.
- The poverty of power: Energy and the Economic Crisis (1976), New York: Random House ISBN 978-0-394-40371-7.
- The politics of energy (1979), New York: Knopf ISBN 978-0-394-50800-9.
- Making peace with the planet (1990), New York: Pantheon ISBN 978-0-394-56598-9.